# Madeleine Ozeray
Madeleine Ozeray nome completo Magdeleine Marie Catherine Élisabeth Ozeray (Bouillon, 13 settembre 1908 – Parigi, 28 marzo 1989) è stata un'attrice belga.

## Biografia

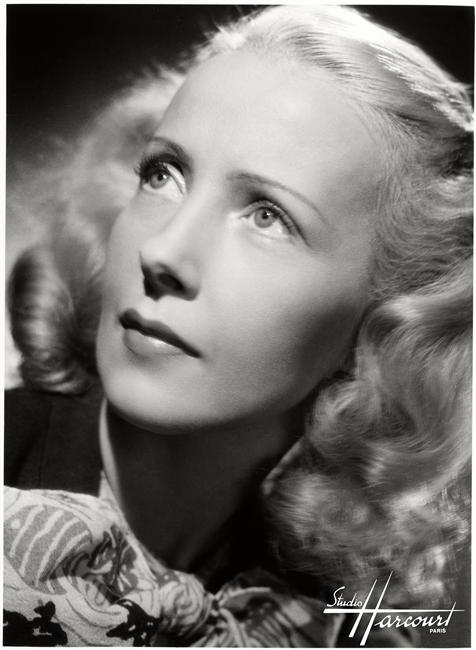
Madeleine Ozeray (Studio Harcourt)

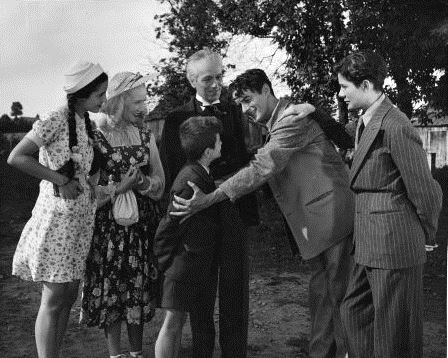
Dal film Le Père Chopin, Madeleine Ozeray è la seconda da sinistra

Madeleine Ozeray nacque a Bouillon, il 13 settembre 1908, secondogenita di Jules Ozeray, proprietario forestale, deputato e anticlericale, e di Catherine Heinen detta «Ketty».
Attraente, con occhi blu e capelli biondi fluenti sulle spalle, la Ozeray fu l'attrice belga di maggior successo in Francia prima della seconda guerra mondiale.
Dopo aver ottenuto il diploma nella città natale, studiò recitazione al Conservatoire di Bruxelles. Subito dopo lavorò con Raymond Rouleau, direttore della giovane Compagnie du Théâtre du Marais, e nel 1933 esordì a Parigi.
Diventò la compagna del grande attore e regista Louis Jouvet, di vent'anni più anziano di lei. Al suo fianco, ottenne successi nelle opere di Jean Giraudoux al Théâtre de l'Athénée: La guerra di Troia non si farà (La guerre de Troie n'aura pas lieu, 1935), Elettra nel 1937 e soprattutto Ondine (1939) Divenne la musa dell'autore..
Allo scoppio della seconda guerra mondiale, Jouvet e la sua troupe si trasferirono nella neutrale Svizzera per una tournée. Madeleine incontrò Max Ophüls, il regista ebreo che stava aspettando di partire per gli Stati Uniti d'America. La giovane attrice si innamorò del grande regista. Malgrado il disappunto, Jouvet partì con lei e la sua compagnia per un tour in America meridionale, finanziato dal governo di Vichy, preferendo portare la cultura francese nei paesi dell'America Latina piuttosto che dirigere e recitare di fronte ai tedeschi nei teatri parigini. Tra le opere messe in scena si ricordano La scuola delle mogli di Molière e L'Annuncio a Maria di Paul Claudel.
Il rapporto tra Madeleine e Jouvet giunse alla rottura definitiva nel 1943.
Quando tornò in Francia nel 1947, l'attrice ebbe qualche problema a lavorare nei teatri e riapparve raramente sui palcoscenici parigini, ma ricomincerà con Giovanna d'Arco (Jeanne d'Arc, 1947) di Charles Péguy, La pazza di Chaillot (La Folle de Chaillot, 1965) del suo amico Giraudoux, diretto da Georges Wilson, e soprattutto con Cher Antoine ou l'Amour raté (1969), che portò in scena per cinquecento repliche.
Per quanto riguarda il cinema, il pubblico la apprezzò in La leggenda di Liliom (1934), tratto dall'opera teatrale Liliom di Ferenc Molnár, per la regia di Fritz Lang, L'arrivista (1974) di Pierre Granier-Deferre con Alain Delon, oltre che in Frau Marlene (1975), in cui interpretò la madre di Philippe Noiret.
Malata di Alzheimer, Madeleine Ozeray morì a Parigi il 28 marzo 1989, all'età di ottant'anni.
Considerata la più rappresentativa delle attrici belghe, è stata oggetto di un'eccellente biografia scritta dal giornalista belga Dominique Zachary e di un fumetto di Herbert e Palex.

## Filmografia
- La Dame de chez Maxim's, regia di Alexander Korda (1933)
- Un peu d'amour, regia di Hans Steinhoff (1933)
- La leggenda di Liliom (Liliom), regia di Fritz Lang (1934)
- Delitto e castigo (Crime et Châtiment), regia di Pierre Chenal (1935)
- I misteri di Parigi (Les Mystères de Paris), regia di Félix Gandéra (1935)
- Sous la griffe, regia di Christian-Jaque (1935)
- I prigionieri del sogno (La fin du jour), regia di Julien Duvivier (1939)
- L'arrivista (La Race des seigneurs), regia di Pierre Granier-Deferre (1974)
- Frau Marlene (Le Vieux fusil), regia di Robert Enrico (1975)

## Teatro
- La guerra di Troia non si farà (La guerre de Troie n'aura pas lieu), di Jean Giraudoux, regia di Louis Jouvet (1935)
- L'Annuncio a Maria (L'Annonce faite à Marie), di Paul Claudel, regia di Louis Jouvet (1942)
- La scuola delle mogli (L'École des femmes), di Molière, regia di Louis Jouvet (1936)
- Elettra (Electre), di Jean Giraudoux, regia di Louis Jouvet (1937)
- L'Impromptu de Paris, di Jean Giraudoux, regia di Louis Jouvet (1937)
- Ondine, di Jean Giraudoux, regia di Louis Jouvet (1939)
- On ne badine pas avec l'amour, di Alfred de Musset, regia di Louis Jouvet (1942)
- La Folle de Chaillot, di Jean Giraudoux, regia di Georges Wilson (1965)
- Cher Antoine ou l'Amour raté, di Jean Anouilh, regia di Jean Anouilh (1969)

## Doppiatrici italiane
Nelle versioni in italiano delle opere in cui ha recitato, è stata doppiata da:
- Dhia Cristiani ne L'arrivista